# Calloria inconspicua
Calloria inconspicua är en armfotingsart som först beskrevs av Sowerby 1846.  Calloria inconspicua ingår i släktet Calloria och familjen Terebratellidae. Inga underarter finns listade i Catalogue of Life.